# 山王 (名古屋市)
山王（さんのう）は、愛知県名古屋市中川区にある町名。現行行政地名は山王一丁目から山王四丁目。住居表示実施済み。

## 地理
名古屋市中川区の北東部に位置し、南に尾頭橋、北に西日置、西に露橋、東に中区正木と接する。

### 河川
- 中川運河

## 歴史

### 町名の由来
日置村当時に所在した字に由来するという。

### 沿革
- 1975年（昭和50年）6月21日 - 中川区山王一丁目は同区露橋町・西日置町・東出町・松重町の各一部、山王二丁目は西古渡町・松重町・西日置町の各一部、山王三丁目は露橋町・童子町・西日置町・西古渡町・東出町・松重町の各一部、山王四丁目は童子町・西古渡町の各一部によりそれぞれ成立した[2]。

## 世帯数と人口
2025年（平成31年）5月1日現在の世帯数と人口は以下の通りである。
| 丁目       | 世帯数    | 人口    |
| ---------- | --------- | ------- |
| 山王一丁目 | 593世帯   | 833人   |
| 山王二丁目 | 507世帯   | 863人   |
| 山王三丁目 | 483世帯   | 757人   |
| 山王四丁目 | 190世帯   | 281人   |
| 計         | 1,773世帯 | 2,734人 |

### 人口の変遷
国勢調査による人口の推移
| 1995年（平成7年）  | 2,431人 | [ WEB 5 ] |  |
| 2000年（平成12年） | 2,225人 | [ WEB 6 ] |  |
| 2005年（平成17年） | 2,374人 | [ WEB 7 ] |  |
| 2010年（平成22年） | 2,730人 | [ WEB 8 ] |  |
| 2015年（平成27年） | 2,707人 | [ WEB 9 ] |  |
| 2025年（令和7年）  | 2,734人 | [ WEB 1 ] |  |

## 学区
市立小・中学校に通う場合、学校等は以下の通りとなる。また、公立高等学校に通う場合の学区は以下の通りとなる。なお、小学校は学校選択制度を導入しておらず、番毎で各学校に指定されている。
| 丁目       | 小学校                                    | 中学校               | 高等学校 |
| ---------- | ----------------------------------------- | -------------------- | -------- |
| 山王一丁目 | 名古屋市立広見小学校 名古屋市立露橋小学校 | 名古屋市立山王中学校 | 尾張学区 |
| 山王二丁目 | 名古屋市立八熊小学校                      | 名古屋市立山王中学校 | 尾張学区 |
| 山王三丁目 | 名古屋市立露橋小学校 名古屋市立八熊小学校 | 名古屋市立山王中学校 | 尾張学区 |
| 山王四丁目 | 名古屋市立八熊小学校                      | 名古屋市立山王中学校 | 尾張学区 |

## 交通

### 鉄道
- 名古屋鉄道
NH 名古屋本線 山王駅

### 道路
- 名古屋市道山王線（山王通）
- 名駅通
- 名古屋高速山王ジャンクション

## 施設
- 名古屋市立山王中学校
- ニトリ 名古屋金山山王店
- ドン・キホーテ パウ中川山王店
- 大垣共立銀行尾頭橋支店
- 名古屋山王郵便局
- 成信寺
- 神明社
- 馬印本社
- 名古屋鉄道ナゴヤ球場前変電所

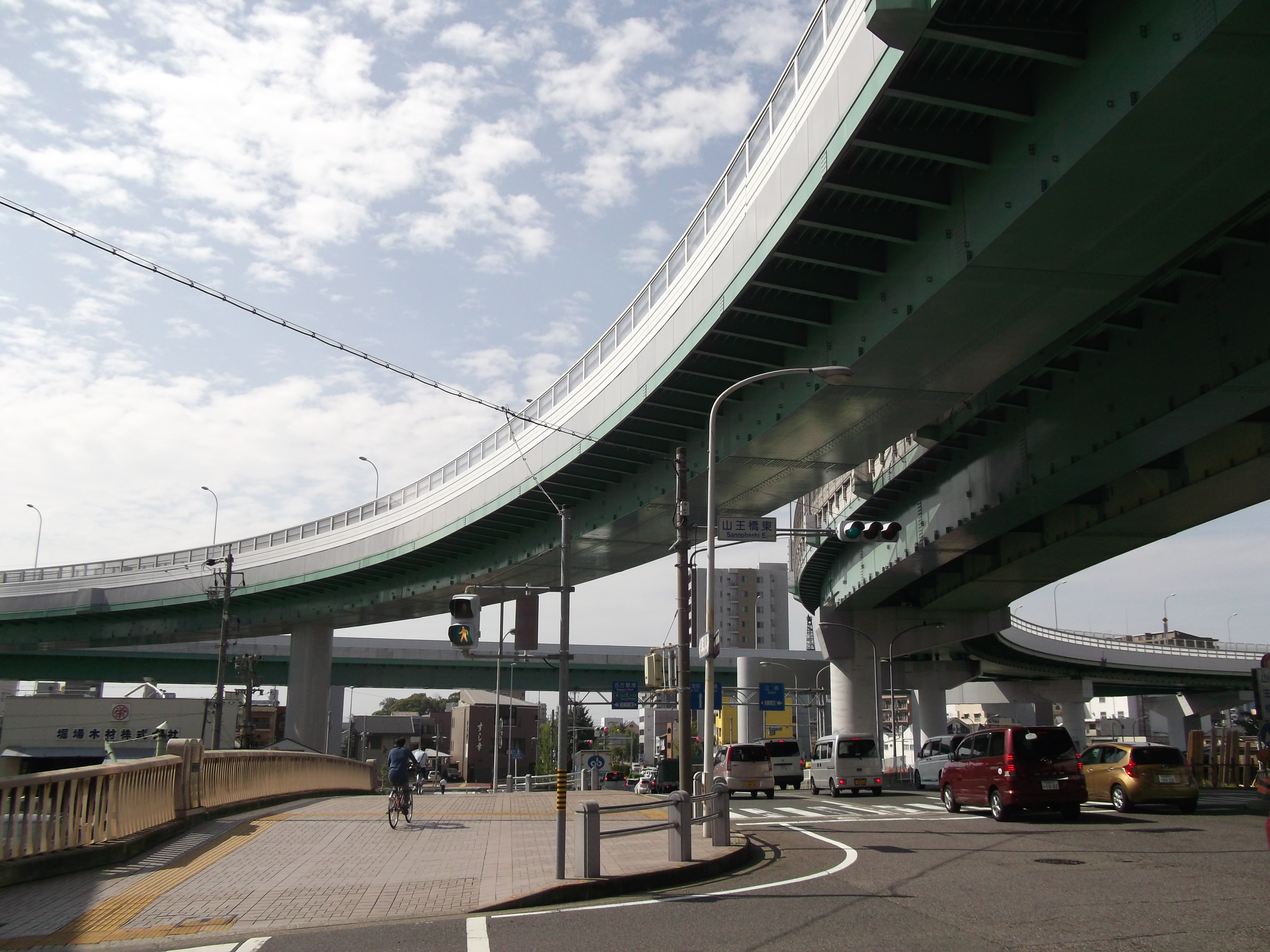
山王ジャンクション（2014年9月）
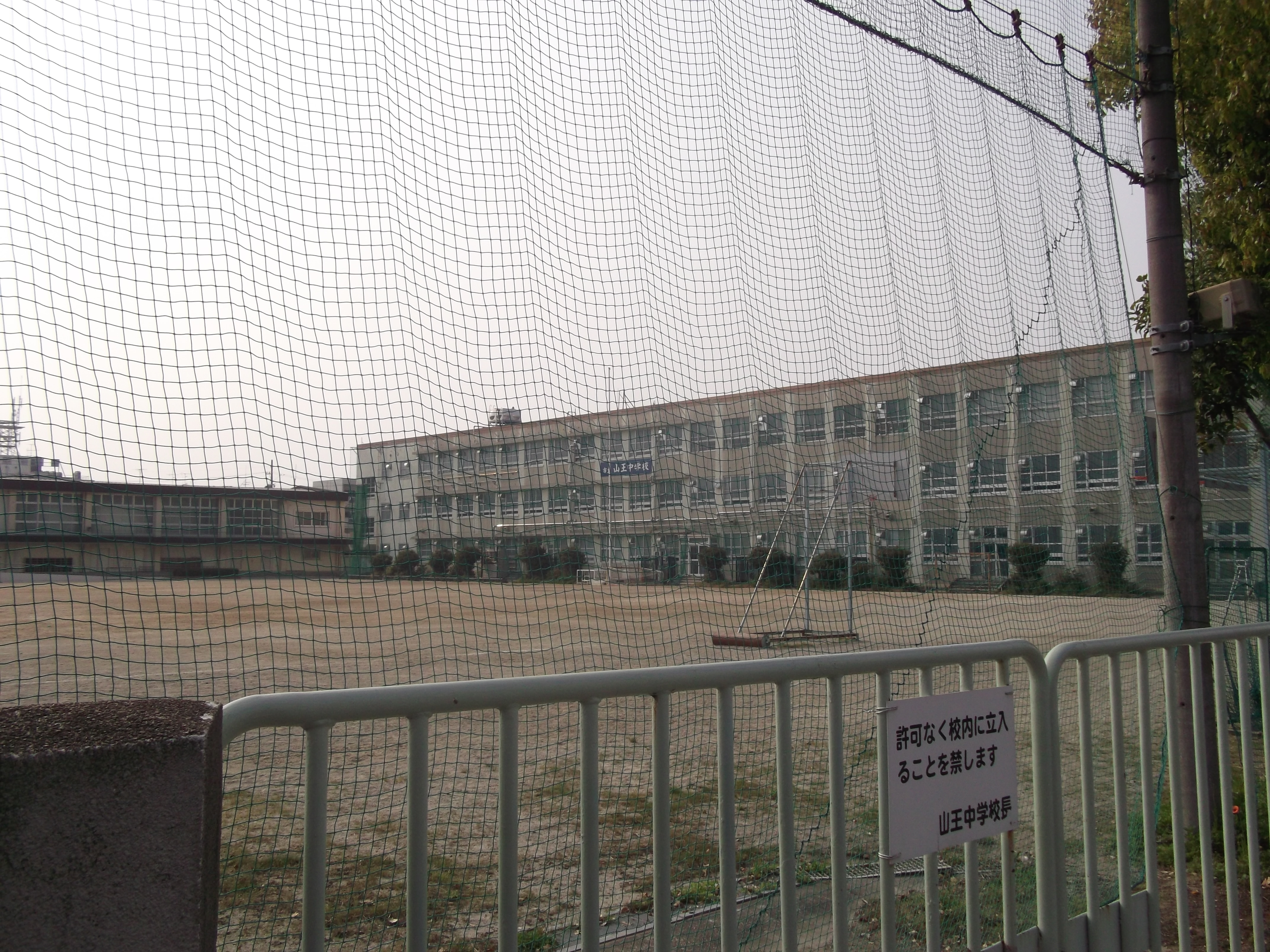
名古屋市立山王中学校（2014年4月）

## その他

### 日本郵便
- 郵便番号 : 454-0011[WEB 2]（集配局：中川郵便局[WEB 12]）。

### WEB
1. 1 2 3  “町・丁目(大字)別、年齢(10歳階級)別公簿人口(全市・区別)”.   名古屋市 (2025年5月1日). 2025年6月8日閲覧。
2. 1 2  “郵便番号”.  日本郵便. 2019年2月10日閲覧。
3. ↑  “市外局番の一覧”.   総務省. 2019年1月6日閲覧。
4. ↑  “中川区の町名一覧”.   名古屋市 (2015年10月21日). 2019年2月13日閲覧。
5. ↑  総務省統計局 (2014年3月28日). “平成7年国勢調査の調査結果(e-Stat) - 男女別人口及び世帯数 －町丁・字等” (CSV). 2019年4月27日閲覧。
6. ↑  総務省統計局 (2014年5月30日). “平成12年国勢調査の調査結果(e-Stat) - 男女別人口及び世帯数 －町丁・字等” (CSV). 2019年4月27日閲覧。
7. ↑  総務省統計局 (2014年6月27日). “平成17年国勢調査の調査結果(e-Stat) - 男女別人口及び世帯数 －町丁・字等” (CSV). 2019年4月27日閲覧。
8. ↑  総務省統計局 (2012年1月20日). “平成22年国勢調査の調査結果(e-Stat) - 男女別人口及び世帯数 －町丁・字等” (CSV). 2019年4月27日閲覧。
9. ↑  総務省統計局 (2017年1月27日). “平成27年国勢調査の調査結果(e-Stat) - 男女別人口及び世帯数 －町丁・字等” (CSV). 2019年4月27日閲覧。
10. ↑  “市立小・中学校の通学区域一覧”.   名古屋市 (2018年11月10日). 2019年1月14日閲覧。
11. ↑  “平成29年度以降の愛知県公立高等学校（全日制課程）入学者選抜における通学区域並びに群及びグループ分け案について”.   愛知県教育委員会 (2015年2月16日). 2019年1月14日閲覧。
12. ↑  郵便番号簿 平成29年度版 - 日本郵便. 2019年02月10日閲覧 (PDF)

### 書籍
1. ↑  名古屋市計画局 1992, p. 462.
2. ↑  名古屋市計画局 1992, p. 828.